# Милан Ђурић (фудбалер, 1987)
Милан Ђурић (Београд, 3. октобар 1987) је српски фудбалер, који игра на позицији везног играча.

## Каријера
Почео је да тренира фудбал у београдском клубу 21. мај. На почетку сениорске каријере је играо за БПИ Пекар и ФК Београд. Током зимског прелазног рока сезоне 2008/09. је прешао у Металург из Скопља. У Металургу је провео наредне две и по године и са клубом је освојио Куп Македоније у сезони 2010/11. Поред тога Фудбалски савез Македоније му је 2010. године доделио признање за најбољег страног играча у тамошњој Првој лиги.
Лета 2011. године одлази у Пољску где потписује за тамошњег друголигаша екипу Сандецја из места Нови Сонч. У пољском клубу је провео једну полусезону након чега је почетком 2012. прешао у Радник из Бијељине. Са екипом Радника је на крају сезоне 2011/12. освојио прво место у Првој лиги Републике Српске, чиме је изборен пласман у највиши ранг босанскохерцеговачког фудбала, Премијер лигу.
Лета 2012. године се враћа у Србију и потписује за тадашњег суперлигаша Јагодину. У мају наредне године уписао се у историју ФК Јагодина након што је на мечу финала Купа Србије са Војводином био стрелац победоносног гола који је клубу донео први трофеј у историји. Након три године у Јагодини, Ђурић сезону 2015/16. проводи играјући у хрватском прволигашу Истру 1961. Две године је затим наступао у Азербејџану за Зиру. Након тога се вратио у Србију и провео сезону 2018/19. у новосадској Војводини.
У августу 2019. одлази у Аустралију где потписује за тамошњег прволигаша Сентрал Коуст Маринерсе. Након завршетка сезоне 2019/20. у аустралијској А-лиги, Ђурић је напустио клуб. У септембру 2020. је потписао уговор са београдским Радом. У децембру исте године је напустио Рад и потписао за малтешки Балзан. У септембру 2022. је потписао за Јавор из Ивањице.

## Успеси
Металург Скопље
- Куп Македоније: 2010/11.

Радник Бијељина
- Прва лига Републике Српске: 2011/12.

Јагодина
- Куп Србије: 2012/13.

Појединачни
- Најбољи страни играч у Првој лиги Македоније: 2009/10.